# 3261 Tvardovskij
3261 Tvardovskij è un asteroide della fascia principale. Scoperto nel 1979, presenta un'orbita caratterizzata da un semiasse maggiore pari a 2,9027957 UA e da un'eccentricità di 0,0794013, inclinata di 2,74871° rispetto all'eclittica.